# Vasco de Azevedo e Souza
Vasco de Azevedo e Souza (? - Santa Cruz do Sul, 12 de julho de 1909) foi um político e literato brasileiro.
Viveu a juventude em Porto Alegre em meados do século XIX, foi prosador e poeta e participou das atividades do Partenon Literário, colaborando com a Revista Mensal da entidade até 1875. Depois mudou-se para São Gabriel, onde atuou como escrivão da Coletoria dos Impostos da província, transferido em 1879 para Santa Cruz do Sul, continuando neste ofício por muitos anos. Em 1891 era escrivão das hipotecas da comarca de Santa Cruz, no ano seguinte aparece como tabelião judicial e proprietário de um cartório, e em 1899 era o oficial do Registro Geral do Termo de Santa Cruz.
Envolveu-se na política e recebeu a patente de coronel da Guarda Nacional. Em 1884 estava entre os fundadores do Clube Republicano de Santa Cruz, do qual foi orador oficial, foi um dos organizadores do diretório local do Partido Republicano Rio-Grandense e líder do partido por mais de vinte anos. Em 1900 elegeu-se conselheiro municipal (vereador) para um mandato de quatro anos, presidindo o Conselho em 1900, 1903 e 1904. Nesta época era um homem de confiança de Borges de Medeiros, mas se formou uma ala dissidente comandada por Carlos Trein Filho que criticava a orientação política de Azevedo e Souza, gerando desconforto para o intendente republicano Galvão Costa, que em 1905 o acusava de lhe dar mais trabalho que os oposicionistas. Permaneceu uma figura influente na cena política até seu falecimento, quando ainda era o chefe do PRR.
Foi um dos responsáveis pela concretização da ligação da cidade à viação ferroviária, uma antiga aspiração dos santa-cruzenses, e em 1904, quando o presidente do estado telegrafou notificando da assinatura do contrato de construção do ramal, sua casa, segundo notícia no jornal A Federação, foi cercada por uma "grande multidão de manifestantes que, em seu quase delirante entusiasmo, pareciam animosamente sufocados. Ao aparecer à porta o venerando chefe, prorromperam todos em incessantes aclamações, enquanto por todos os cantos da vila subiam ao ar milhares de foguetes, num nunca acabar de estalos. [...] Ao ser pela banda de música Concórdia executado o hino nacional, acalmaram-se os ânimos e, usando da palavra, o coronel Vasco de Azevedo agradeceu comovido a grandiosa manifestação de que era alvo". Seu obituário no jornal Gazeta do Sul elogiou a sua "grande inteireza de caráter, tino admirável, de espírito bem orientado e sempre disposto à prática das virtudes sociais".
Foi casado com Florinda Machado, gerando dezoito filhos. Seu nome foi inscrito em um monumento erguido na capital do estado homenageando os principais membros do Partenon Literário. Sua filha Morena de Azevedo e Souza foi professora e uma religiosa de destaque, professando com o nome de Clara Maria, sendo a fundadora e por décadas madre superiora da Congregação das Irmãs Franciscanas de Nossa Senhora Aparecida.